# Muntele Bisoke
Muntele Bisoke (de asemenea, cunoscut ca Visoke) este un vulcan activ (mai exact este un stratovulcan) din lanțul montan Virunga, situat pe Riftul Albertin, care constituie ramura vestică a Riftului Estic African.
Se întinde de-a lungul graniței dintre Rwanda și Republica Democratică Congo, dar vârful său, de maximă altitudine topografică, este situat în Rwanda. Se găsește la aproximativ 35 km nord-est de orașul Goma și de Lacul Kivu adiacent.

## Geologie
Vulcavul Bisoke, precum toate toate vârfurile din lanțul montan al Munților Virunga, este un vulcan creat prin acțiunea de tip tectonic de rift la formarea limitei divergente a Riftului African de Est, care se mișcă încet spre intersectarea Plăcii Africii.
Vulcanul Bisoke are înregistrate douâ erupții în ultimii 135 de ani, în 1891 și în 1957. Erupția cea mai recentă a avut loc la circa 11 km nord de vârf, iar rezultatul acesteia a fost formarea a două conuri mici, aflate pe fața nordică a vulcanului. Există destule indicii, care să confirme posibilitatea altor activități viitoare ale muntelui Bisoke. De asemenea, există două lacuri de crater, unul dintre acestea fiind cel mai extins din întregul lanț montan Virunga.

## Geografie
Muntele se află în Parcul Național al Vulcanilor din Rwanda și în Parcul Național Virunga din R. D. Congo. Pantele abrupte ale vârfului sunt acoperite dens cu pădure tropicală ecuatorială și, după circa 2.800 - 3.000 de matri altitudine, cu vegetație tipică de tundră alpină. Vârful nu colecteză zăpadă, dar este adesea învăluit de ceață. Bisoke este unul dintre munții care oferă habitat pentru gorilele de munte, animale aflate pe cale de dispariție, De altfel, Centrul de Cercetare Karisoke, fondat de primatologul american Dian Fossey, se află în valea aflată în partea de vest a muntelui.

## Industrie / Turism
Fiind plasat în interiorul a două parcuri naționale, este interzis, prin lege, pentru majoritatea industriilor standard, așa cum ar fi exploatarea forestieră, agricultura sau exploatarea minieră să activeze acolo. În afară de vizitatorii din aceste parcuri, care caută gorile sau alte animale sălbatice, vârful vulcanului Bisoke este popular printre alpiniști.
De fapt, vârful poate fi urcat într-o singură zi din partea rwandeză, iar Consiliul de Dezvoltare din Rwanda (RDB – Rwanda Development Board) organizează și conduce excursii de două zile, cuprinzând duble vizite ale munților Bisoke și a muntelui Karisimbi din apropiere, cel mai adesea organizate din afara orașului din apropiere, Ruhengeri. Urcarea este considerată abruptă, dar este accesibilă pe jos.
Industria locală a turismului a fost devastată în timpul anilor 1990, de mai multe conflicte și războaie sângeroase din centrul Africii, incluzând Războiul Civil din Rwanda (1990 – 1994), Genocidul din Rwanda (1994), Primul Război din Congo (1996 – 1997) și Al Doilea Război din Congo (1998 – 2003), respectiv Războiul Civil din Burundi (1993 – 2005).
În toată perioada menționată, acoperind aproape două decenii, au fost produse imense pagube (incluzând defrișări și braconaj intens al speciilor aflate pe cale de dispariție), afectând vulcanii și munții ne-vulcanici locali, parcurile naționale Virunga (Virunga National Parks) și zonele înconjurătoare. Totuși, în ultimii ani, industria turismului a cunoscut o oarecare revigorare, în ciuda conflictelor existente și a blocajelor cauzate de pandemia COVID-19.